# Nasca (Peru)

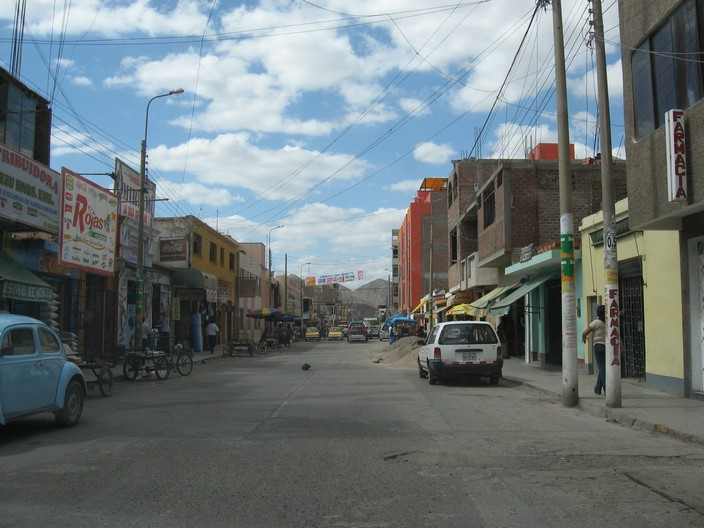
Straße in Nasca

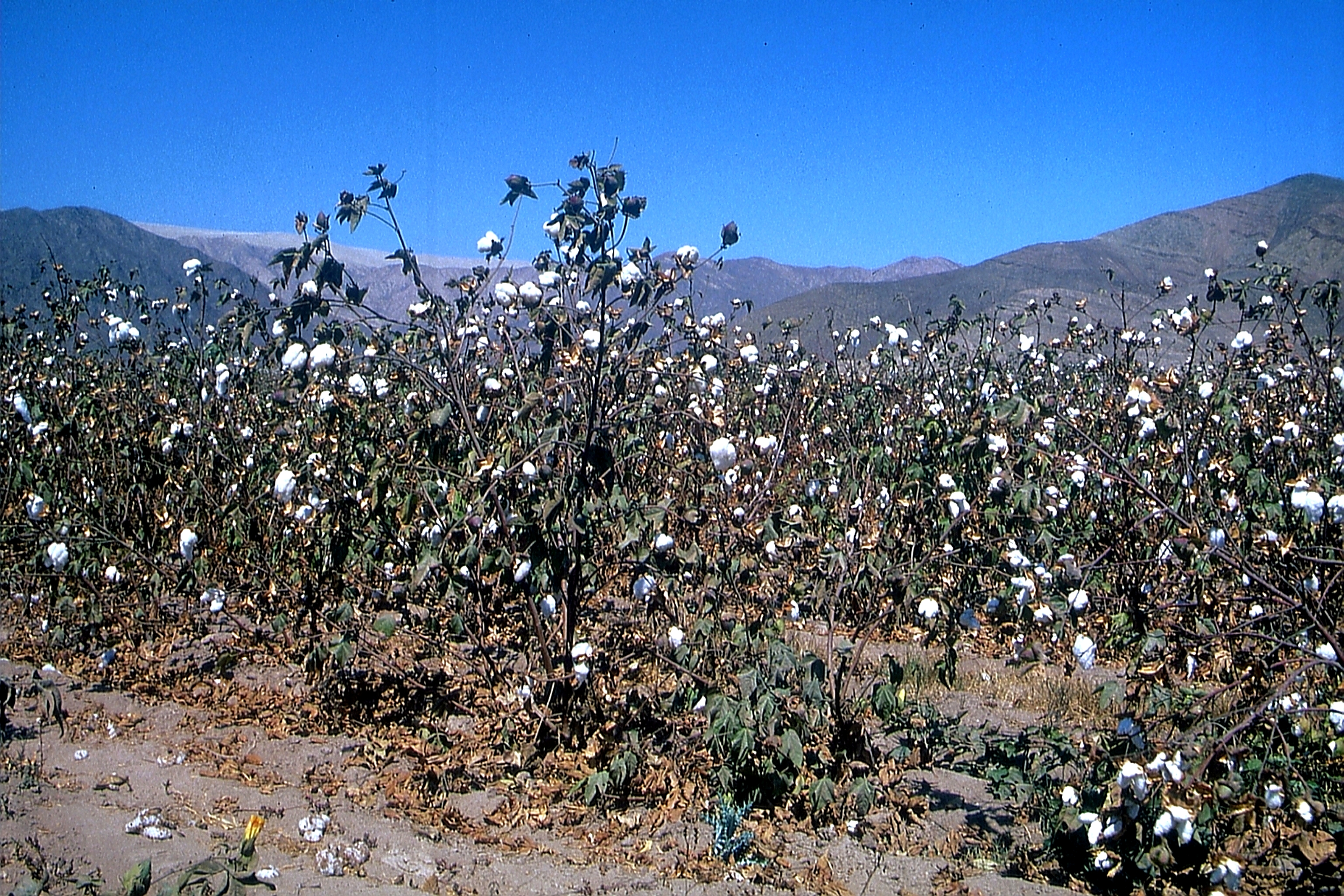
Baumwollanbau bei Nasca

Nasca (alte Schreibweise: Nazca) ist eine Stadt mit etwa 23.000 Einwohnern (Zensus 2017) in Peru, die etwa 450 km südlich von Lima direkt an der Panamericana liegt. Die Küste des Pazifik ist etwa 50 Kilometer entfernt. Nasca ist die Hauptstadt der Provinz Nasca in der Region Ica.
Ihren wirtschaftlichen Aufschwung verdankt die Stadt den berühmten Nazca-Linien, die seit 1994 zum UNESCO-Welterbe zählen. Die Linien und Bodenzeichnungen (Geoglyphen) in der Nazca-Ebene wurden von den Trägern der Nazca-Kultur erschaffen.
Seit Jahren entwickelt sich der Tourismus. Es gibt zahlreiche Hotels und Restaurants. Nasca besitzt auch einen kleinen Flughafen, von wo u. a. Rundflüge über die Nazca-Linien starten. Reisebüros vermitteln Flüge über die Wüste zur Besichtigung der Nazca-Linien.